# Donna McKechnie
Donna McKechnie (Pontiac, 16 novembre 1942) è una ballerina, cantante, attrice e coreografa statunitense, nota soprattutto per il suo lavoro nel teatro musicale di Broadway.

## Carriera
Debuttò a Broadway nel 1961, nella produzione originale del musical Premio Pulitzer How to Succeed in Business Without Really Trying, per poi unirsi al cast del tour statunitense del musical di Stephen Sondheim A Funny Thing Happened on the Way to the Forum nel 1963. Nel 1966 torna a Broadway con A Joyful Noise e nuovamente nel 1968 con The Education of H*Y*M*A*N K*A*P*L*A*N. Sempre nel 1968 recita con la star di Broadway Ethel Merman nella produzione di Call Me Madam a St. Louise. Nel 1968 arriva il primo grande successo a Broadway con il musical Promises, Promises: McKechnie interpreta la giovane Vivien Della Hoya ed il suo numero che conclude il primo atto, la canzone Turkey Lurkey Time, mette in mostra il suo grande talento nella danza. L'anno successivo debutta a Londra nella prima produzione inglese di Promises, Promises. Il musical segna anche la prima collaborazione con il coreografo Michael Bennett, di cui sarà musa e moglie.
Nel 1970 interpreta Kathy nella produzione originale di Broadway del musical di Stephen Sondheim Company, un ruolo che ha interpretato nuovamente nel tour statunitense del 1971 e a Londra nel 1972 e poi in uno speciale concerto nel 1993 per celebrare l'anniversario del musical; anche Company è stato coreografato da Michael Bennett. Nel 1971 recita con Bernadette Peters nel musical On The Town di Leonard Bernstein a Broadway, a cui seguono Broadway, A Musical Tribute (Broadway, 1973), Music! Music! (New York, 1974) e L'opera da tre soldi (Williamstown, 1974).
Nel 1974 continua a collaborare con Michael Bennett nella realizzazione del musical Premio Pulitzer A Chorus Line: interpreta Cassie, un ruolo in larga parte basato sull'esperienze della stessa McKechnie, nei workshop del 1974 e nel 1975, per poi ricoprire ufficialmente il ruolo nella produzione del debutto nell'Off Broadway e Broadway (1975). Il ruolo è il suo più grande successo e per la sua interpretazione vince il Theatre World Award, Drama Desk Award ed il Tony Award alla miglior attrice protagonista in un musical. Interpreta Cassie anche nel tour statunitense del 1976, a Londra nel 1976, nel tour mondiale del 1985, nel tour del quindicesimo anniversario (1985), di nuovo a Broadway nel 1986 e nel concerto del ventesimo anniversario (Londra, 1996).
Alle molteplici apparizioni in A Chorus Line alterna anche performance in altri musical a Broadway, Londra e nel resto degli Stati Uniti: Cabaret con Billy Crystal (Kenley, 1981), Wonderful Town (Long Beach, 1983), The Diary of Adam and Eve (St. Louis, 1986), Joseph and the Amazing Technicolor Dreamcoat (St. Louis, 1986), Sweet Charity (tour, 1987), Annie Get Your Gun (tour californiano, 1988; Florida, 1989), Can Can (Londra, 1988), La Cage aux Folles (Londra, 1989), Annie Warbucks (Off-Broadway, 1993), Fiorello! (New York, 1994) e State Fair (Broadway, 1996), per cui è stata candidata al Drama Desk Award alla miglior attrice non protagonista in un musical.
Nel 1996 recita per la prima di numerose volte nel musical di Stephen Sondheim e James Goldman Follies: interpreta Phyllis Roger Stones in un concerto a Londra con Julia McKenzie e Ron Moody nel 1996; successivamente sarebbe tornata a recitare in altri allestimenti del musical, interpretando Sally Durant Plummer nel New Jersey nel 1998 e Carlotta nel 2002, 2003 e 2005. Nel frattempo ha recitato anche in altri musical, tra cui The Goodbye Girl (Filadelfia, 1997), Babes in Arms (New York, 1999), Company (1999), A Little Night Music (2000), Mack and Mabel (Los Angeles, 2000, 2003 e 2004), Ten Cents A Dance (Williamstown, 2011) e Piccole Donne (2012). Nel 2015 torna a Broadway per la prima volta in quasi vent'anni con il musical The Visit, di John Kander, Fred Ebb e Terrence McNally. In The Visit era la sostituta di Chita Rivera nel ruolo protagonista: il musical è rimasto in scena per 93 repliche e, dato che Rivera non si è mai assentata, Donna McKechnie non è mai andata in scena. Nel 2017 torna sulle scene londinesi per recitare nel musical The Wild Party di Michael John LaChiusa accanto a Frances Ruffelle; a dicembre dello stesso anno ha recitato in un revival del musical The Pajama Game in scena a Washington. Nel 2024 torna a Broadway per interpretare Madame Morrible in Wicked.

## Vita privata
Ha avuto una lunga relazione con Michael Bennett, culminata nel matrimonio nel 1976. Il matrimonio durò solo pochi mesi. Alla fine degli anni settanta le hanno diagnosticato l'artrite reumatoide ma con dieta e terapia è riuscita a ballare ancora per molti anni.

## Filmografia

### Cinema
- Il piccolo principe (The Little Prince), regia di Stanley Donen (1974)

### Televisione
- N.Y.P.D. - serie TV, 1 episodio (1968)
- Dark Shadows - serie TV, 28 episodi (1969-1970)
- Cin cin - serie TV, 1 episodio (1982)
- Casa Keaton - serie TV, 1 episodio (1983)
- Saranno famosi - serie TV, 3 episodi (1984-1985)
- MacGruder & Loud - serie TV, 1 episodio (1985)
- Top Secret - serie TV, 1 episodio (1986)
- Nel regno delle fiabe - serie TV, 1 episodio (1987)
- Quando si ama - serie TV, 1 episodio (1993)
- Smash - serie TV, 1 episodio (2013)

## Teatrografia
- How to Succeed in Business Without Really Trying, 46th Street Theatre di Broadway (1960)
- A Funny Thing Happened on the Way to the Forum, tour statunitense (1963)
- A Joyful Noise, Mark Hellinger Theatre di Broadway (1966)
- Call Me Madam, tour statunitense (1968)
- The Education of H*Y*M*A*N K*A*P*L*A*N, Alvin Theater di Broadway (1968)
- Call Me Madam, MUNY di St Louis (1968)
- Promises, Promises, Shubert Theatre di Broadway (1968)
- Promises, Promises, Prince of Wales Theatre di Londra (1969)
- Company, Alvin Theater di Broadway (1970)
- Company, tour statunitense (1971)
- On the Town, Imperial Theatre di Broadway (1971)
- Company, His Majesty's Theatre di Londra (1972)
- Il malato immaginario, Loretto-Hilton Center Browning Mainstage di Webster Groves (1973)
- Music! Music!, City Center Encores! di New York (1974)
- L'opera da tre soldi, Williamstown Theatre Festival di Williamstown (1974)
- A Chorus Line, Public Theatre di New York (1975)
- A Chorus Line, Shubert Theatre di Broadway (1975)
- A Chorus Line, tour statunitense (1976)
- A Chorus Line, Theatre Royal Drury Lane di Londra (1976)
- Wine Untouched, Clurman Theatre di New York (1979)
- Cabaret, tour statunitense (1981)
- Wonderful Town, Long Beach Civic Light Opera di Long Beach (1983)
- A Chorus Line, tour internazionale (1985)
- Joseph and the Amazing Technicolor Dreamcoat, MUNY di St Louis (1986)
- The Diary of Adam and Eve, MUNY di St Louis (1986)
- Star Dust, Sardi di New York (1987)
- Sweet Charity, tour statunitense (1987)
- A Chorus Line, Shubert Theatre di Broadway (1988)
- Annie Get Your Gun, tour californiano (1988)
- Can Can, Strand Theatre di Londra (1988)
- A Chorus Line, tour del quindicesimo anniversario (1989)
- Annie Get Your Gun, tour della Florida (1988)
- You Never Know, Pasadena Playhouse di Pasadena (1991)
- Cut the Ribbons, Westside Theatre di New York (1992)
- Company, Terrace Theater di Long Beach (1993)
- Annie Warbucks, Variety Arts Theatre di New York (1993)
- Fiorello!, City Center Encores! di New York (1994)
- A Chorus Line, Hippodrome di Londra (1996)
- State Fair, Music Box Theatre di Broadway (1996)
- Follies, Theatre Royal Drury Lane di Londra (1996)
- The Goodbye Girl, Walnut Street Theatre di Filadelfia (1997)
- Follies, Paper Mill Playhouse di Millburn (1998)
- Babes in Arms, City Center Encores! di New York (1999)
- Company, Helen Hayes Performing Arts Center di Washington (1999)
- A Little Night Music, North Shore Music Theatre di Beverly (2000)
- Mack and Mabel, LA Reprise! di Los Angeles (2000)
- L'opera da tre soldi, Theatre De Lys di New York (2000)
- Sheba, White Barn Theatre di Norwalk (2001)
- Follies, Wadsworth Theatre di Los Angeles (2002)
- Follies, Michigan Theatre di Ann Arbour (2003)
- Mack and Mabel, Avery Fisher Hall di New York (2003)
- Mack and Mabel, Goodspeed Opera House di East Haddam (2004)
- Follies, Barrington Stage Company di Barrington (2005)
- Lo zoo di vetro, River City Repertory Theatre di Shreveport (2007)
- No, No, Nanette, Robinson Theatre di Waltham (2008)
- Girl's Room, El Portal Theatre di North Hollywood (2008)
- Love, Loss, and What I Wore, Westside Theatre di New York (2009)
- Beautiful Girls, Manhattan School of Music di New York (2010)
- Ten Cents a Dance, Williamstown Theatre Festival di Williamstown (2011)
- La signora amava le rose, Riverview Theatre di Shreveport (2011)
- Piccole Donne, TheatreZone di Naples (2012)
- The Visit, Lyceum Theatre di Broadway (2015)
- In Your Arms, Old Globe Theatre di San Diego (2015)
- The Wild Party, The Other Place di Londra (2017)
- The Pajama Game, Arena Stage di Washington (2017)
- Half Time, Paper Mill Playhouse di Millburn (2018)
- Wicked, Gershwin Theatre di Broadway (2024)

## Doppiatrici italiane
- Isabella Pasanisi in Casa Keaton